# Мартинова Ганна Іванівна
Мартинова Ганна Іванівна (нар. 22 травня 1960 р., с. Піщане Золотоніського району Черкаської обл.) — учений-мовознавець, доктор філологічних наук, професор, завідувач кафедри українського мовознавства і прикладної лінгвістики Черкаського національного університету імені Богдана Хмельницького, голова спеціалізованої вченої ради К 73.053.07 у Черкаському національному університету імені Богдана Хмельницького.

## Освіта, службова кар'єра, громадська діяльність
У 1981 р. закінчила українське відділення філологічного факультету Черкаського державного педагогічного інституту й отримала диплом із відзнакою. Упродовж 1981—1983 рр. працювала вчителем української мови та літератури Іванівської середньої школі Кобеляцького району Полтавської обл. У 1983 р. повернулася на Черкащину, де спочатку працювала в середній школі № 28 м. Черкаси, а з 1987 року пройшла за конкурсом на посаду асистента кафедри українського мовознавства Черкаського державного педагогічного інституту. У 1990—1993 рр. навчалася в аспірантурі в Інституті мовознавства імені О. О. Потебні АН України, яку закінчила завчасно, успішно захистивши 30.06. 1993 р. кандидатську дисертацію. Із 1993 по 2000 рр. обіймала посади викладача, а згодом доцента кафедри українського мовознавства. У 2000—2003 рр. навчалася в докторантурі Інституту української мови НАН України, після чого в 2004 р. здобула науковий ступінь доктора філологічних наук. У 2006 р. було присвоєно вчене звання професора кафедри українського мовознавства та обрано на посаду її завідувача.

## Наукові досягнення
Коло наукових зацікавлень: діалектологія, лінгвогеографія, діалектна лексикологія, фонетика, фонологія, проблеми этно- и глотогенезу, етнолінгвістика. Наслідком дослідницької та педагогічної діяльності стали монографії, навчально-методичні посібники із сучасної української літературної мови (один із них з грифом МОН) та української діалектології, збірники діалектних текстів, електронні ресурси. Пріоритетним напрямом наукової діяльності є вивчення народного мовлення Середньої Наддніпрянщини, де Г. І. Мартинова за спеціально розробленою програмою обстежила 326 говірок, засвідчила зв'язне мовлення діалектоносіїв у вигляді фонозаписів, створила компакт-диски «Говірки Південної Київщини», «Говірки Західної Полтавщини», «Говірки Черкащини» до фонохрестоматії «Говірки Середньої Наддніпрянщини». Опубліковано близько 200 наукових і науково-методичних праць, зокрема 12 окремих видань (2 монографії, 7 навчально-методичних посібників, 3 збірники діалектних текстів). Була керівником держбюджетних тем «Сучасний стан і генеза середньонаддніпрянського діалекту», (реєстраційний № 0107V001687) та «Текстографічне й лексикографічне вивчення середньонаддніпрянського говору», реєстраційний № 0112U000726). Брала активну участь в організації та проведенні 19 конференцій, семінарів, наукових читань різного рівня. Під її керівництвом захищено кандидатську дисертацію.
Голова спеціалізованої вченої ради К 73.053.07 у Черкаському національному університету імені Богдана Хмельницького, член спеціалізованої вченої ради Д 26.173.01 в Інституті української мови НАН України. Відповідальний редактор фахового наукового збірника «Мовознавчий вісник», індексованого в міжнародній науковометричній базі Index Copernicus; член редколегії фахового наукового збірника «Вісник Черкаського університету», журналу «Українська мова», польського електронного щорічника «Gwary driś».

## Нагороди
- 2000 р.– грамота і премія Наукового товариства імені Т. Г. Шевченка в Америці.
- 2005 р. — Почесна грамота Черкаського національного університету ім.. Б. Хмельницького
- 2005 р — нагрудний знак «Відмінник освіти України».
- 2006 р. — Почесна грамота Міністерства освіти й науки України
- 2006 р. — Почесна грамота Головного управління освіти і науки ЧОДА
- 2010 р. — Почесна грамота Черкаського національного університету ім.. Б. Хмельницького
- 2010 р. — Грамота Головного управління освіти і науки ЧОДА
- 2011 р. — медаль «Ушинський К. Д.»
- 2015 р. — Почесна грамота Черкаського національного університету ім.. Б. Хмельницького

## Основні праці

### Монографії та посібники
- Лінгвістична географія правобережної Черкащини: монографія. — Черкаси: Відлуння, 2000. — 265 с.
- Середньонаддніпрянський діалект. Фонологія і фонетика: монографія. — Черкаси: Тясмин, 2003. — 367 с.
- Лінгвістичний аналіз. Практикум: навчальний посібник. — Київ: Академія, 2005. — 256 с. (у співавторстві — М. І. Калько, Г. Р. Передрій, І. І. Погрібний, І. С. Савченко, Л. В. Шитик, В. В. Шляхова).
- Середньонаддніпрянський діалект (аналітико-бібліографічний огляд) / Г. І. Мартинова, Т. М. Тищенко, Т. В. Щербина — Черкаси: Чабаненко Ю. А., 2007. — 96 с.
- Говірки Південної Київщини: збірник діалектних текстів / упоряд.: Г. І. Мартинова, З. М. Денисенко, Т. В. Щербина — Черкаси: Чабаненко Ю. А., 2008. — 370 с .
- Говірки Західної Полтавщини: збірник діалектних текстів / Упорядник Г. І. Мартинова — Черкаси: Чабаненко Ю. А., 2012. — 323 с.
- Говірки Черкащини: збірник діалектних текстів / упоряд.: Г. І. Мартинова, Т. В. Щербина, А. А. Таран. — Черкаси: Чабаненко Ю. А., 2013. — 881 с.
- Державна атестація з української мови (для студентів ОКР «Магістр»): навч.-метод. посібник: у 2 част. / Г. І. Мартинова, І. С. Савченко — Черкаси, 2013. — 64 с.
- Лінгвістичний аналіз: практикум: навчальний посібник / Г. І. Мартинова, М. І. Калько, Г. Р. Передрій, І. І. Погрібний [та ін..] ; за ред. Г. Р. Передрій. — К. : Академія, 2013. — 280 с.

### Електронні ресурси
- Говірки Південної Київщини: фонохрестоматія діалектних текстів / упоряд. Г. І. Мартинова. — Черкаси: Чабаненко Ю. А., 2012. (DVD).
- Говірки Західної Полтавщини: фонохрестоматія діалектних текстів / упоряд. Г. І. Мартинова. — Черкаси: Чабаненко Ю. А., 2012. (DVD).
- Говірки Черкащини: фонохрестоматія діалектних текстів / упоряд.: Г. І. Мартинова, Т. В. Щербина, А. А. Таран. — Черкаси: Чабаненко Ю. А., 2013. (DVD).

### Вибрані статті
- До проблеми генези середньонаддніпрянського діалекту // Мовознавство. — 2007. — № 2. — С. 10 — 17.
- Середньонаддніпрянсько-гуцульські лексичні паралелі (за лексикографічними матеріалами) // Вісник Прикарпатського університету. Філологія. — Вип.. ХХХІІ–ХХХІІІ/ — Івано-Франківськ, 2012. — С. 63–69.
- Специфіка реєстру й тлумачення лексем у словнику сеедньонаддніпрянських говірок // Українська і слов'янська лексикографія Київ, 2012 — С. 177—185.
- Семантическая вариативность в периферийных зонах среднеподнепровского говора украинского языка // Филология и современность. — Вып. 4. — Ташкент, 2013. — С. 74–77.
- Фразеотематична група «Людина» в середньонаддніпрянських говірках // Славянская фразеология в синхронии и диахронии: сб. науч. статей. — Вып. 2. / Мин-во образования РБ; Гомельский гос. ун-т им. Ф. Скорины / редкол.: В. И. Коваль (отв. ред) [и др.]. — Гомель, 2014. — С.32–35.
- Фразеологізми весільної обрядовості в середньонаддніпрянських говірках // Славянская фразеологія в синхронии и диахронии: сб. науч. статей. — Вып. 2 / М-во образования РБ, Гомельский гос. ун-т им. Ф. Скорины / редкол.:В. И. Коваль (отв. ред.) [и др.]. — Гомель, 2015. — С. 179—183.
- Діалектний текст як підґрунтя класифікації говірок // Діалекти в синхронії та діахронії: текст як джерело лінгвістичних студій: Зб. наук. праць / відп. ред П. Ю. Грищенко. — Київ, 2015. — С. 288—299.
- Інтерпретація етнофразем у діалектному тексті // Вісник Донецького національного університету. Серія Б. Гуманітарні науки. — № 1–2. — С. 159—166.
- Функціонування означальних прислівників у середньо наддніпрянських говірках // Мовознавчий вісник: [вип. 21 / відп. ред. Г. І. Мартинова]. — Черкаси: ФОП Чабаненко Ю. А., 2016. — С. 38–47.
- Моделювання діалектного тексту в технології багаторівневого інформаційного моніторингу // Математичні машини і системи. — Науковий журнал. — № 4. — 2016. — С. 76–84.
- Волинські та подільські фонетичні риси в середньо наддніпрянському ареалі (у світлі діалектного тексту) // Мовознавчий вісник: [вип. 22–23 / відп. ред. Г. І. Мартинова]. — Черкаси., 2017. — С. 63–71.